# Al-Mawasi, Rafah
Al-Mawasi (em árabe: المواصي) é uma região fértil para a agricultura na Faixa de Gaza. Localizada ao longo da costa, caracteriza-se pela presença de numerosas dunas de areia. Com 14 quilômetros de comprimento e um quilômetro de largura, Al-Mawasi representa cerca de 3% da área da Faixa de Gaza. É uma cidade beduína [en] palestina que, antes da desocupação unilateral de Israel em 2005, era um enclave palestino dentro dos assentamentos israelenses de Gush Katif. Em meados de 2006, Al-Mawasi tinha uma população de 1.409 habitantes. Antes da Guerra em Gaza, a população da região era de 9.000 pessoas, com um máximo de 100 construções.

## Região
Al-Mawasi é conhecida como o "celeiro" da Faixa de Gaza devido ao seu solo fértil, reservas de água subterrânea e condições favoráveis à agricultura.

## História

### Guerra em Gaza (2023–presente)

#### Designação como zona segura
Em dezembro de 2023, durante a Guerra em Gaza, as Forças de Defesa de Israel (FDI) designaram Al-Mawasi como uma das únicas áreas seguras na Faixa de Gaza. Centenas de milhares de pessoas buscaram refúgio na região, mas encontraram apenas uma faixa de terra árida, sem recursos básicos como alimentos, água ou saneamento. Em fevereiro de 2024, com o anúncio da expansão das operações das FDI para Rafah, onde centenas de milhares de pessoas haviam buscado refúgio, as autoridades israelenses classificaram Al-Mawasi como uma "zona mais segura". Em entrevista à Channel 4 News, o porta-voz israelense Eylon Levy [en], ao ser questionado se os civis deslocados para o norte estariam protegidos de novos bombardeios, afirmou que "não será seguro" até que Gaza esteja livre do Hamas.
Em agosto de 2024, a Organização das Nações Unidas estimou que a densidade populacional em Al-Mawasi variava entre 30.000 e 34.000 pessoas por quilômetro quadrado. A escassez de alimentos e água se intensificou com a superlotação da área.

#### Ataques

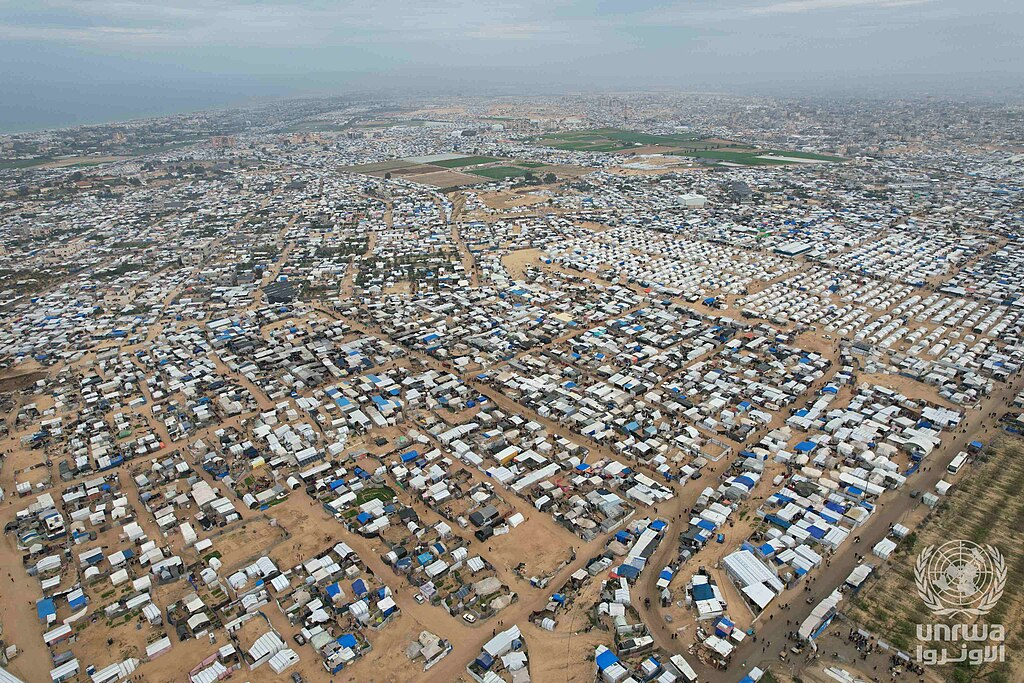
Vista aérea da área de Al-Mawasi, onde palestinos deslocados vivem em tendas, janeiro de 2025

Israel declarou Al-Mawasi uma "zona segura". Pessoas deslocadas internamente que fugiram para Al-Mawasi relataram a ausência de água, eletricidade ou construções para abrigo. A ONU e grupos de ajuda humanitária não reconhecem Al-Mawasi como zona segura nem fornecem serviços na área. Al-Mawasi foi alvo de múltiplos ataques durante a guerra. O Escritório de Direitos Humanos da ONU afirmou que, "apesar de Al-Mawasi, em Khan Younis, ter sido declarada uma 'zona humanitária' pelo exército israelense, continuam sendo realizados ataques aéreos e bombardeios na área".
Em 26 de dezembro de 2023, Israel bombardeou Al-Mawasi, matando uma mulher e declarando que não se absteria de atacar zonas seguras. Bombardeios israelenses em 4 de janeiro de 2024, focados em Al-Mawasi, mataram 14 pessoas de duas famílias, a maioria crianças menores de dez anos.
Em 14 de janeiro de 2024, a UNOCHA relatou que os deslocados no acampamento de Al-Mawasi precisavam de suprimentos humanitários. Em 15 de janeiro de 2024, três pessoas deslocadas abrigadas em uma tenda foram mortas por um ataque aéreo israelense. Em 22 de janeiro de 2024, o Ministério da Saúde de Gaza informou que soldados israelenses invadiram o hospital al-Khair em Al-Mawasi e prenderam funcionários médicos. Em 23 de janeiro de 2024, aviões de guerra israelenses teriam bombardeado tendas de pessoas deslocadas.
Em 3 de fevereiro de 2024, o Crescente Vermelho Palestino informou que concluiu a instalação do quinto acampamento de abrigo em Al-Mawasi, capaz de abrigar até setenta famílias. Em 6 de fevereiro de 2024, uma mulher foi morta por um atirador de elite israelense. Em 24 de fevereiro de 2024, duas pessoas foram feridas por disparos israelenses. Em 10 de março de 2024, pelo menos 16 pessoas foram internadas após intenso bombardeio israelense.
Em 11 de março de 2024, bombardeios israelenses mataram pelo menos 14 pessoas. O Ministério da Saúde de Gaza relatou que um ataque aéreo israelense matou 12 pessoas abrigadas em uma tenda. Crianças abrigadas em uma tenda foram mortas em 27 de março de 2024. Em meados de junho de 2024, testemunhas afirmaram que estavam evacuando Al-Mawasi devido a "ataques implacáveis" do exército israelense. Um ataque no final de junho de 2024 [en] matou pelo menos 25 pessoas e feriu 50. Em julho de 2024, um ataque aéreo israelense matou pelo menos 17 pessoas e feriu 26 em uma área de tendas para famílias deslocadas em Al-Mawasi, segundo o Ministério da Saúde. No mesmo mês, um ataque matou 90 pessoas e feriu 300.
Dois dias após o ataque a Tel al-Sultan [en], que resultou na morte de 45 pessoas, autoridades palestinas relataram que Israel atacou Al-Mawasi [en], matando 21 pessoas, incluindo 12 mulheres. Israel negou ter atacado a área. O The New York Times publicou um vídeo mostrando as consequências do ataque em Al-Mawasi. Em 13 de julho de 2024, 90 pessoas foram mortas por um ataque aéreo israelense em um acampamento de deslocados. Em 28 de julho de 2024, cinco pessoas foram mortas por um ataque aéreo israelense em Al-Mawasi, segundo a Defesa Civil de Gaza. Em 21 de agosto de 2024, quatro agricultores que trabalhavam próximo a Al-Mawasi foram mortos por tanques israelenses. Em 10 de setembro de 2024, 40 pessoas foram mortas e mais de 60 ficaram feridas em um ataque aéreo israelense em um acampamento de deslocados. Em 13 de setembro de 2024, 19 pessoas foram mortas em ataques aéreos israelenses. Em 4 de dezembro de 2024, pelo menos 20 pessoas foram mortas em um ataque israelense.
Em 16 de abril de 2025, pelo menos 16 pessoas foram mortas e 23 ficaram feridas em um ataque aéreo israelense, segundo o porta-voz da Defesa Civil de Gaza, Mahmud Bassal. Em 25 de abril de 2025, uma família de cinco pessoas, incluindo três crianças, foi morta por forças israelenses. Em 18 de maio de 2025, pelo menos 36 pessoas foram mortas e mais de 100 ficaram feridas quando forças israelenses atacaram um acampamento de tendas para deslocados.
Em 1 de junho de 2025, as Forças de Defesa de Israel realizaram um ataque em Al-Mawasi, com o Hospital de Campanha do Kuwait relatando um palestino morto e 30 feridos devido ao ataque. As Forças de Defesa de Israel, que publicam regularmente atualizações operacionais online, não relataram esse ataque até serem questionadas pela BBC, quando declararam que "atingiram erroneamente a área de Al-Mawasi" com artilharia que "desviou" devido a "erros técnicos e operacionais".